# Eupogonius annulicornis
Eupogonius annulicornis es una especie de escarabajo longicornio del género Eupogonius, tribu Desmiphorini, subfamilia Lamiinae. Fue descrita científicamente por Fisher en 1926.

## Descripción
Mide 4,5-5,8 milímetros de longitud.

## Distribución
Se distribuye por Cuba y Estados Unidos.